# Tuc d'Òrla
El Tuc d'Òrla és una muntanya de 2.633 metres que es troba entre els municipis de Naut Aran, a la comarca de la Vall d'Aran i França.